# 于景元
于景元（1937年6月—），男，黑龙江肇东人，中国控制论专家和系统工程专家，中国航天科技集团七一〇研究所（对外名称：北京信息控制研究所，现合并到中国航天科技集团公司第十二研究院，也就是中国航天系统科学与工程研究院）研究员、副所长。他与宋健一起应用控制论、系统工程研究中国人口控制和人口目标问题，建立了人口控制论。